# Kaido Külaots
Kaido Külaots (ur. 28 lutego 1976 w Parnawie) – estoński szachista i trener szachowy (FIDE Instructor od 2014), arcymistrz od 2001 roku.

## Kariera szachowa
Do ścisłej czołówki estońskich szachistów należy od drugiej połowy lat 90. XX wieku. Wielokrotnie reprezentował Estonię w turniejach drużynowych, m.in.: siedmiokrotnie na olimpiadach szachowych (w latach 1998, 2000, 2002, 2004, 2006, 2008, 2010) oraz trzykrotnie na drużynowych mistrzostwach Europy (w latach 2003, 2005, 2007). Jest wielokrotnym medalistą indywidualnych mistrzostw Estonii, w tym siedmiokrotnie złotym (1999, 2001, 2002, 2003, 2008, 2009, 2010) oraz dwukrotnie srebrnym (2004, 2007).
Po odzyskaniu przez Estonię niepodległości w 1991 r. wielokrotnie reprezentował swój kraj na mistrzostwach świata i Europy juniorów w różnych kategoriach wiekowych. Największy sukces w tych rozgrywkach osiągnął w 1993 r. w Bratysławie, gdzie podzielił I-III m. w MŚ do lat 18 (zwyciężył wówczas Zoltán Almási przed Wasilijem Jemielinem). W 1997 r. podzielił III m. (za Dorianem Rogozenko i Karelem van der Weide, z Petrem Hábą, Mathiasem Womacką, Peterem Endersem i Giennadijem Timoszczenko) w otwartym turnieju w Chemnitz, natomiast w 2000 podzielił II m. (za Wasilijem Jemielinem, z Gieorgijem Timoszenko, Artiomem Smirnowem i Wiktorem Gawrikowem) w memoriale Paula Keresa w Tallinnie oraz podzielił III m. (za Jaanem Ehlvestem i Aloyzasem Kveinysem) w turnieju strefowym (eliminacji mistrzostw świata) w Mežezers (dogrywkę o awans do turnieju o mistrzostwo świata w New Delhi przegrał 1½ - 2½ z Mihhailem Rõtšagovem).
W kolejnych latach odniósł szereg międzynarodowych sukcesów, m.in. w:
- Deizisau (2002, Neckar Open, dz. I m. z m.in. Janem Gustafssonem, Tomasem Polakiem, Władimirem Jepiszynem, Rustemem Dautowem i Lewonem Aronianem),
- Gausdal (2002, dz. I m. z Kjetilem Lie i Vasiliosem Kotroniasem; 2003, I m. oraz 2005, II m. za Siergiejem Tiwiakowem),
- Paksie (2003, dz. I m. z Władysławem Niewiedniczym),
- Cappelle-la-Grande (2004, dz. I m. z Jewgienijem Najerem, Artiomem Timofiejewem, Zoltánem Gyimesi, Siergiejem Grigoriancem i Olegiem Korniejewem)[7],
- Sztokholmie (2007/08, turniej Rilton Cup, dz. I m. wspólnie z m.in. Radosławem Wojtaszkiem, Pią Cramling, Jewgienijem Agrestem, Davidem Berczesem, Vasiliosem Kotroniasem i Tomi Nybäckiem),
- Tallinnie (2008, memoriał Paula Keresa, dz. II m. za Wasilijem Jemielinem, wspólnie z Igorsem Rausisem i Šarūnasem Šulskisem),
- Jyväskyli (2008, I m.),
- Skovbo (2008, dz. I m. wspólnie z Jonem Hammerem),
- Gjøvik (2008/09, II m. za Jonem Hammerem, wspólnie z m.in. Aloyzasem Kveinysem, Siergiejem Tiwiakowem i Borysem Sawczenko),
- Jyväskyli (2013, I m.[8] oraz 2014, I m.[9]).

Najwyższy ranking w karierze osiągnął 1 lipca 2011 r., z wynikiem 2609 punktów zajmował wówczas 1. miejsce wśród estońskich szachistów.